# バクハ県
バクハ県（バクハけん、ベトナム語：Huyện Bắc Hà / 縣北河?）は、ベトナム社会主義共和国ラオカイ省の県である。面積は683km²、人口は62,413人（2017年）である。

## 行政区画
以下の1市鎮20社を管轄する。
- バクハ市鎮（Bắc Hà / 北河）
- バンカイ社（Bản Cái / 本街）
- バンザー社（Bản Già / 本伽）
- バンリエン社（Bản Liền / 本連）
- バンフォー社（Bản Phố / 本舖）
- バオニャイ社（Bảo Nhai / 保街）
- コックラウ社（Cốc Lầu / 谷樓）
- コックリー社（Cốc Ly / 谷離）
- ホアントゥーフォー社（Hoàng Thu Phố / 黃秋舖）
- ラウティーガイ社（Lầu Thí Ngài / 樓試𠊚）
- ルンカイ社（Lùng Cải / 憹改）
- ルンフィン社（Lùng Phình / 憹泙）
- ナーホイ社（Na Hối / 那匯）
- ナムデット社（Nậm Đét / 稔的）
- ナムカイン社（Nậm Khánh / 稔慶）
- ナムルック社（Nậm Lúc / 稔六）
- ナムモン社（Nậm Mòn / 稔門）
- タチャイ社（Tà Chải / 斜扯）
- タクーティー社（Tả Củ Tỷ / 左矩璽）
- タヴァンチュー社（Tả Van Chư / 左文諸）
- タイザンフォー社（Thải Giàng Phố / 太江舖）